# Teorema de Clausius
El teorema de Clausius (1855) establece que un sistema que intercambia calor con depósitos externos y experimenta un proceso cíclico, es uno que finalmente devuelve un sistema a su estado original, 
{\displaystyle \oint {\frac {\delta Q}{T_{surr}}}\leq 0,}
donde  {\displaystyle \delta Q}es la cantidad infinitesimal de calor absorbido por el sistema desde el depósito y  {\displaystyle T_{surr}}es la temperatura del reservorio externo (entorno) en un instante particular en el tiempo. En el caso especial de un proceso reversible, la igualdad se mantiene. El caso reversible se utiliza para introducir la función de estado de entropía. Esto se debe a que en un proceso cíclico la variación de una función de estado es cero. En otras palabras, la declaración de Clausius afirma que es imposible construir un dispositivo cuyo único efecto sea la transferencia de calor de un depósito fresco a un depósito caliente. De manera equivalente, el calor fluye espontáneamente de un cuerpo caliente a uno más frío, no al revés.  La "desigualdad generalizada de Clausius" 
{\displaystyle dS>{\frac {\delta Q}{T_{surr}}}}
para un cambio infinitesimal en la entropía S se aplica no solo a los procesos cíclicos, sino a cualquier proceso que ocurra en un sistema cerrado.

## Historia
El teorema de Clausius es una explicación matemática de la segunda ley de la termodinámica. Fue desarrollado por Rudolf Clausius, que pretendía explicar la relación entre el flujo de calor en un sistema y la entropía del sistema y sus alrededores. Clausius desarrolló esto en sus esfuerzos por explicar la entropía y definirla cuantitativamente. En términos más directos, el teorema nos da una manera de determinar si un proceso cíclico es reversible o irreversible. El teorema de Clausius proporciona una fórmula cuantitativa para entender la segunda ley. 
Clausius fue uno de los primeros en trabajar en la idea de la entropía e incluso es responsable de darle ese nombre.  Lo que ahora se conoce como el teorema de Clausius se publicó por primera vez en 1862 en la sexta memoria de Clausius, "Sobre la aplicación del teorema de la equivalencia de transformaciones al trabajo interior". Clausius trató de mostrar una relación proporcional entre la entropía y el flujo de energía al calentar (δQ) en un sistema.  En un sistema, esta energía térmica se puede transformar en trabajo, y el trabajo se puede transformar en calor a través de un proceso cíclico. Clausius escribe que "La suma algebraica de todas las transformaciones que ocurren en un proceso cíclico solo puede ser menor que cero, o, como un caso extremo, igual a nada".  En otras palabras, la ecuación. 
{\displaystyle \oint {\frac {\delta Q}{T}}=0}
dado que 𝛿Q es el flujo de energía hacia el sistema debido al calentamiento y que T es la temperatura absoluta del cuerpo cuando se absorbe esa energía, se encuentra que es cierto para cualquier proceso que sea cíclico y reversible. Luego, Clausius llevó esto un paso más allá y determinó que la siguiente relación debe ser válida para cualquier proceso cíclico que sea posible, reversible o no. Esta relación es la "desigualdad de Clausius". 
{\displaystyle \oint {\frac {\delta Q}{T_{surr}}}\leq 0}
Ahora que esto se sabe, debe haber una relación desarrollada entre la desigualdad de Clausius y la entropía. La cantidad de entropía S agregada al sistema durante el ciclo se define como 
{\displaystyle \Delta S{=}\oint {\frac {\delta Q}{T}}}
Se ha determinado, como se establece en la segunda ley de la termodinámica, que la entropía es una función de estado: depende solo del estado en que se encuentre el sistema y no del camino que tomó el sistema para llegar allí. Esto contrasta con la cantidad de energía agregada como calor (𝛿Q) y como trabajo (𝛿W ), que puede variar según la trayectoria.  En un proceso cíclico, por lo tanto, la entropía del sistema al comienzo del ciclo debe ser igual a la entropía al final del ciclo, {\displaystyle \Delta S=0}, independientemente de si el proceso es reversible o irreversible. En el caso irreversible, la entropía se creará en el sistema y se debe extraer más entropía de la que se agregó {\displaystyle (\Delta S_{surr}>0)}con el fin de devolver el sistema a su estado original. En el caso reversible, no se crea entropía y la cantidad de entropía agregada es igual a la cantidad extraída. 
Si la cantidad de energía agregada por el calentamiento se puede medir durante el proceso y la temperatura se puede medir durante el proceso, la desigualdad de Clausius se puede usar para determinar si el proceso es reversible o irreversible al llevar a cabo la integración en la desigualdad de Clausius. 

## Prueba
La temperatura que entra en el denominador del integrando en la desigualdad de Clausius es en realidad la temperatura del depósito externo con el que el sistema intercambia calor. En cada instante del proceso, el sistema está en contacto con un depósito externo. 
Debido a la Segunda Ley de la Termodinámica, en cada proceso de intercambio de calor infinitesimal entre el sistema y el reservorio, el cambio neto en la entropía del "universo", por así decirlo, es {\displaystyle dS_{Total}=dS_{Sys}+dS_{Res}\geq 0}. 
Cuando el sistema se calienta en una cantidad infinitesimal  {\displaystyle \delta Q_{1}} {\displaystyle \geq 0}), por el cambio neto en la entropía  {\displaystyle dS_{Total_{1}}} en este paso para ser positivo, la temperatura del reservorio "caliente"  {\displaystyle T_{h}}debe ser ligeramente mayor que la temperatura del sistema en ese instante. Si la temperatura del sistema está dada por {\displaystyle T_{1}}en ese instante, entonces   {\displaystyle dS_{Sys_{1}}={\frac {\delta Q_{1}}{T_{1}}}}y  {\displaystyle T_{H}\geq T_{1}}nos obliga a tener: 
{\displaystyle -dS_{Res_{1}}={\frac {\delta Q_{1}}{T_{h}}}\leq {\frac {\delta Q_{1}}{T_{1}}}=dS_{Sys_{1}}}
Esto significa la magnitud de la "pérdida" de entropía del reservorio, {\displaystyle |dS_{Res_{1}}|={\frac {\delta Q_{1}}{T_{H}}}}es menor que la magnitud de la ganancia de entropía {\displaystyle dS_{Sys_{1}}}( {\displaystyle \geq 0}) por el sistema: 
Del mismo modo, cuando el sistema a temperatura {\displaystyle T_{2}}expulsa calor en magnitud  {\displaystyle -\delta Q_{2}}( {\displaystyle \delta Q_{2}\leq 0}) en un reservorio más frío (a temperatura  {\displaystyle T_{c}\leq T_{2}}) en un paso infinitesimal, entonces otra vez, para que la Segunda Ley de la Termodinámica se sostenga, tendríamos, de una manera exactamente similar: 
{\displaystyle -dS_{Res_{2}}={\frac {\delta Q_{2}}{T_{C}}}\geq {\frac {\delta Q_{2}}{T_{2}}}=dS_{Sys_{2}}}
Aquí, la cantidad de calor 'absorbido' por el sistema viene dado por  {\displaystyle \delta Q_{2}}(  {\displaystyle \leq 0}), lo que significa que el calor se está transfiriendo del sistema al depósito, con  {\displaystyle dS_{Sys_{2}}\leq 0}.  La magnitud de la entropía ganada por el embalse,  {\displaystyle dS_{Res_{2}}={\frac {|\delta Q_{2}|}{T_{c}}}}es mayor que la magnitud de la pérdida de entropía del sistema {\displaystyle |dS_{Sys_{2}}|}
Dado que el cambio total en la entropía del sistema es 0 en un proceso cíclico, si sumamos todos los pasos infinitesimales de la ingesta de calor y la expulsión de calor del reservorio, representados por las dos ecuaciones anteriores, con la temperatura del reservorio en cada instante dado por  {\displaystyle T_{surr}}
{\displaystyle -\oint dS_{Res}=\oint {\frac {\delta Q}{T_{surr}}}\leq \oint dS_{Sys}=0}
En particular. 
{\displaystyle \oint {\frac {\delta Q}{T_{surr}}}\leq 0}
Por lo tanto, probamos el Teorema de Clausius. 
Resumimos lo siguiente, (la desigualdad en la tercera declaración a continuación, obviamente está garantizada por la segunda ley de la termodinámica , que es la base de nuestro cálculo), 
{\displaystyle \oint dS_{Res}\geq 0}
{\displaystyle \oint dS_{Sys}=0} (según la hipótesis)
{\displaystyle \oint dS_{Total}=\oint dS_{Res}+\oint dS_{Sys}\geq 0}
Para un proceso cíclico reversible, no hay generación de entropía en cada uno de los procesos de transferencia de calor infinitesimal, y así tendríamos la igualdad 
{\displaystyle \oint {\frac {\delta Q_{rev}}{T}}=0}
Por lo tanto, la desigualdad de Clausius es una consecuencia de la aplicación de la segunda ley de la termodinámica en cada etapa infinitesimal de la transferencia de calor, y es, en cierto sentido, una condición más débil que la propia Segunda Ley. 

## Further reading
- Morton, A. S., and P.J. Beckett. Basic Thermodynamics. New York: Philosophical Library Inc., 1969. Print.
- Saad, Michel A. Thermodynamics for Engineers. Englewood Cliffs: Prentice-Hall, 1966. Print.
- Hsieh, Jui Sheng. Principles of Thermodynamics. Washington D. C.: Scripta Book Company, 1975. Print.
- Zemansky, Mark W. Heat and Thermodynamics. 4th ed. New York: McGwaw-Hill Book Company, 1957. Print.
- Clausius, Rudolf. The Mechanical Theory of Heat. London: Taylor and Francis, 1867. eBook